# Пусол
Пусол, Пусоль (валенс. Puçol (офіційна назва), ісп. Puzol) — муніципалітет в Іспанії, у складі автономної спільноти Валенсія, у провінції Валенсія. Населення — 19 295 осіб (2010).

## Географія
Муніципалітет розташований на відстані близько 300 км на схід від Мадрида, 17 км на північ від Валенсії.
На території муніципалітету розташовані такі населені пункти: (дані про населення за 2010 рік)
- Лос-Монастеріос: 569 осіб
- Плая: 1186 осіб
- Пусол: 15849 осіб
- Альфінач: 1691 особа

## Демографія
Динаміка населення (INE ):